# نائوکی تسوکاهارا
نائوکی تسوکاهارا (انگلیسی: Naoki Tsukahara؛ زادهٔ ۱۰ مهٔ ۱۹۸۵) دونده، و ورزشکار دو و میدانی اهل ژاپن است.